# Zum Seppl

Zum Seppel, Heidelberger Hauptstraße 213, Frontansicht um 1906.

Das Gasthaus Zum Seppl, syn. „Zum Seppel“, ist ein historisches Studentenlokal in der Heidelberger Altstadt.

## Geschichte des Hauses
Der am Karlsplatz gelegene Bau entstand nach der Stadtzerstörung von 1693 im Jahr 1704 als großzügiges, giebelständiges Barockhaus auf den Fundamenten eines älteren steinernen Gewölbekellers. Es war seither Gaststätte, lange Zeit mit eigenem Brauereibetrieb.

Namensgeber Joseph Ditteney († 1890)

Der Name „Seppl“ leitet sich von dem ehemaligen Gründer und Besitzer Joseph Ditteney (1821–1890) ab, einem Sohn des gleichnamigen Hirschgassenwirts, der die damalige „Wolf’sche Brauerei“ samt Gaststätte im Revolutionsjahr 1848 übernahm. J. Ditteney wird als kräftiger, mittelgroßer Mann mit natürlicher Autorität beschrieben, der zeitlebens von Bürgern und Studenten hoch geachtet wird. Auch die noch heute bestehende äußere Gestalt des zweigeschossigen Giebelhauses geht auf J. Ditteney zurück. Das Sichtfachwerk wurde verputzt, den Fenstern wurden Blumenkästen vorgespannt, der Giebel erhielt ein neugotisches Schnitzwerk mit abschließender Kreuzblume an der Dachspitze. Der in 6 m Tiefe ehemalige Bierkeller reichte von der Hauptstraße 213 bis zur Heiliggeiststraße 23, wo sich die zugehörige Brauerei befand.
Das Corps Rhenania Heidelberg verlegte bereits 1858 seine „Kneipe“ in den „Seppl“ und bezog dafür eigens das tiefe Kellergewölbe (die sog. „Wallonenkirche“) unter der Heiliggeiststraße (damals Hirschstraße). Auch später wurde der Seppl von den Rhenanen als ihr Wohnzimmer betrachtet, obwohl das Verbindungshaus mit exklusiven Räumlichkeiten nur unweit in der Hauptstraße 231 entfernt war.
1884 wurde das Wirtshaus auch offizielles Lokal des Heidelberger Senioren-Convents (SC). Im gleichen Jahr gab Joseph Ditteney aus gesundheitlichen Gründen die Brauerei und 1885 die Gaststätte auf. Als Nachfolger kam der Gastwirt Carl Heinz, dessen Witwe das Haus nach dessen bald erfolgten Tod an die Familie Gugel weiter veräußerte. Diese führte es bis 1911. In der Phase des allgemeinen Brauereisterbens wurde auch der Braubetrieb im „Seppl“ im Jahr 1899 eingestellt.

## Ausstattung
Bekannt sind insbesondere die 1884 von den fünf Heidelberger Corps gestifteten Glasfenster mit den Wappenrittern der Schwaben, Westfalen, Saxoborussen, Vandalen und Rhenanen. Hintergrund war eine Auseinandersetzung des SC mit einer ortsansässigen schwarzen Verbindung im Wintersemester 1882/83, in deren Verlauf der Akademische Senat etliche Karzerstrafen verhängte, unter anderem gegen fast alle Chargierten des SC. Dies veranlasste eine Intervention der Heidelberger Bürgerschaft, die „in den Vorgängen eine unbillige Behandlung der Corps [sah], mit denen sie sich mehr oder weniger eins, auf Gedeih und Verderb verbunden fühlte.“ Joseph Ditteney führte eine Delegation der Bürgerschaft nach Karlsruhe an, die bei Großherzog Friedrich I. mit Erfolg Fürsprache einlegte. Zur Erinnerung stifteten die Corps die fünf Fenster.

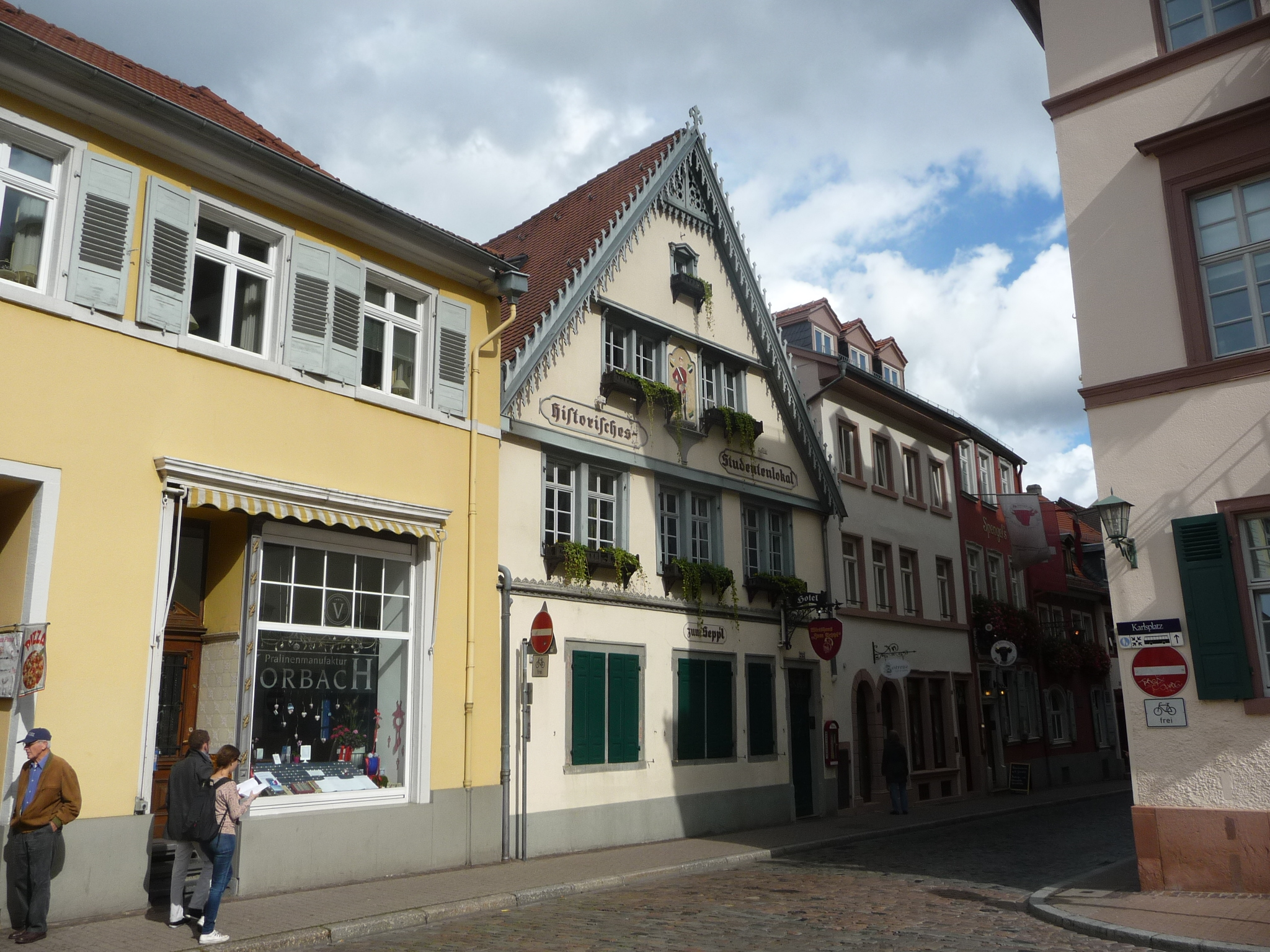
Heutige Frontansicht (Aufn. 2012)

Im Innern befinden sich an den Wänden überwiegend Bilder der Corps aus der Zeit vor dem Ersten Weltkrieg. Traditionell besaß jedes Heidelberger Corps im Wirtshaus seinen eigenen Tisch. Ab dem 19. Jh. entwickelt sich die berühmte Schildersammlung. Die Sammlung wird als historische  „Beutekunst“ studentischer Streifzüge durch die Altstadt betrachtet. Jedes im Lokal abgegebene Schild wurde gegen Bier eingetauscht.
Sowohl das Gebäude als auch das rustikale Interieur stehen inzwischen unter Denkmalschutz. Die weitläufigen Kellergewölbe, die bis unter den Karlsplatz verliefen, fielen 1978 dem Bau einer Tiefgarage (Parkhaus) zum Opfer. Von 1998 bis 2000 erfolgte eine grundlegende Sanierung des Gebäudes. Heute wird das Anwesen als Hotel genutzt. Die historische Studentenkneipe ist nur noch für Veranstaltungen und private Festivitäten geöffnet.

## Bedeutung
Im Mai 1935 war der Seppl der Ausgangsort der Ereignisse, die zum reichsweit bekannt gewordenen Heidelberger Spargelessen führten. 1951 war er unter anderem Schauplatz des Films Heidelberger Romanze mit Liselotte Pulver und O. W. Fischer, 1959 Kulisse in der Verfilmung Alt-Heidelberg von Ernst Marischka. Auch Heidelberger Altstadt-Originale wie die „Blumme-Marie“ verkehrten im Seppl. Heute ist das Lokal neben dem Gasthaus „Zum Roten Ochsen“ das bekannteste historische Studentenlokal überhaupt. Im Gegensatz zum Roten Ochsen ist der Seppl nicht mehr öffentlich zugänglich.